# 清凉寺 (五台山)
清凉寺，位于山西省忻州市五台县豆村镇瓦厂村的清凉谷，为汉传佛教寺院。

## 简介
此寺建于北魏孝文帝延兴二年（472年）。唐朝，不空法师曾在此作密宗道场。清乾隆、民国年间重建，后彻底毁于文化大革命时期。仍存有清凉石，为清凉寺镇寺之宝。后由香港黄惠卿女士等筹资重建。2022年5月11日公布为第三批忻州市文物保护单位。
民间曾传说，清朝顺治皇帝最后在此出家。

## 流行文化
武俠小說《鹿鼎記》中，康熙帝讓主人翁韋小寶率領少林子弟來此出家，以保護在此處的行痴和尚。